# Air Ontario
Air Ontario è stata una compagnia aerea regionale canadese con sede a London.

## Storia
La società fu fondata con il nome di Great Lakes Air Services nel 1960 e iniziò limitate attività di aero-taxi nell'anno successivo. Nel 1967, dopo aver mutato ragione sociale in Great Lakes Airlines Ltd. iniziò i collegamenti regolari di linea come vettore regionale (DC 3 e poi Convairliner). Nonostante una discreta crescita delle attività, nella prima metà degli anni '70 andò incontro a difficoltà finanziarie. Nel 1975 fu acquistata dalla famiglia Deluce, la quale la integrò nel 1987 nella propria e già affermata Austin Airways.
Sotto l'occhio vigile dei nuovi investitori la società si allargò ulteriormente e iniziò a servire città come Montréal, Ottawa oltre ad alcune negli Stati Uniti.  Furono inseriti in flotta velivoli sempre più capienti e aggiornati: BAe 748, Beechcraft 99, Convair 580, DHC 8, Fokker 28. Il 27 aprile 1981 l'azienda fu rinominata Air Ontario Ltd e, nel giugno 1987, in Air Ontario Inc. Nell'anno precedente Air Ontario era diventata interamente di proprietà Air Canada che, dal 26 aprile 1987 al 31 dicembre 2000, la fece volare nell'ambito del marchio "Air Canada Connector".
Nel gennaio 2001, a seguito della creazione di Air Canada Jazz da parte di Air Canada, il marchio Air Ontario insieme ad Air BC, Air Nova e Canadian Regional Airlines furono integrati nella neocostituita Air Canada Regional.

## Flotta
Al gennaio 2001 la flotta Air Ontario risultava composta dai seguenti aerei:

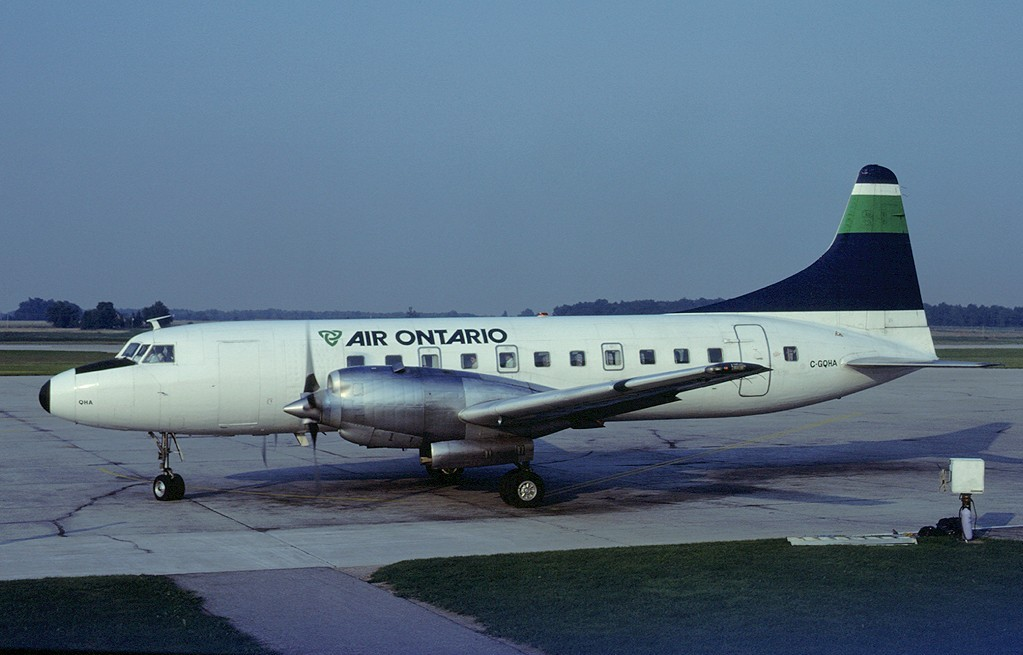
Un Convair 580 nella prima colorazione di Air Ontario.

## Flotta storica
Nel corso degli anni Air Ontario ha operato con i seguenti modelli di aeromobili:
- Convair 580
- Beechcraft 99
- British Aerospace 748
- De Havilland Canada DHC 6 "Twin Otter"

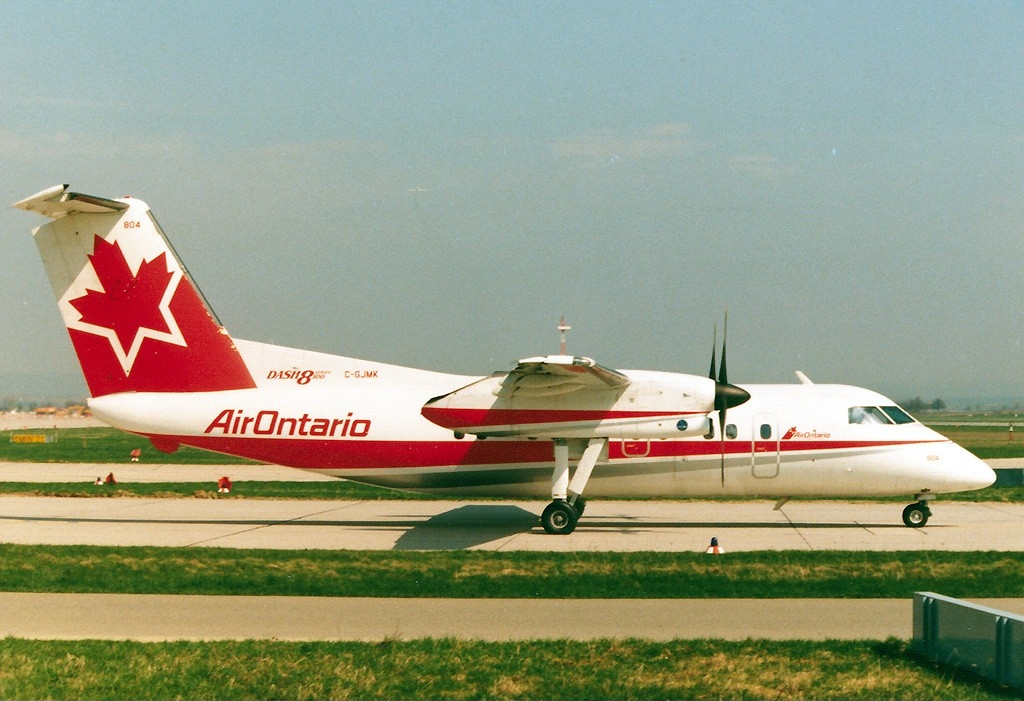
Un De Havilland Canada DHC-8-100 nei colori già sotto egida Air Canada.

- Douglas DC 3Un De Havilland Canada DHC-8-100 nei colori già sotto egida Air Canada.
- Fokker F28-1000 Fellowship

## Incidenti
- Il 1º novembre 1988, un Douglas C-47A operante il volo Air Ontario 937, si è schiantato nel lago Pikangikum con un volo merci dall'Aeroporto di Red Lake all'Aeroporto di Pikangikum. I due membri dell'equipaggio sono deceduti mentre l'aeromobile è stato ritirato dal servizio.[4]

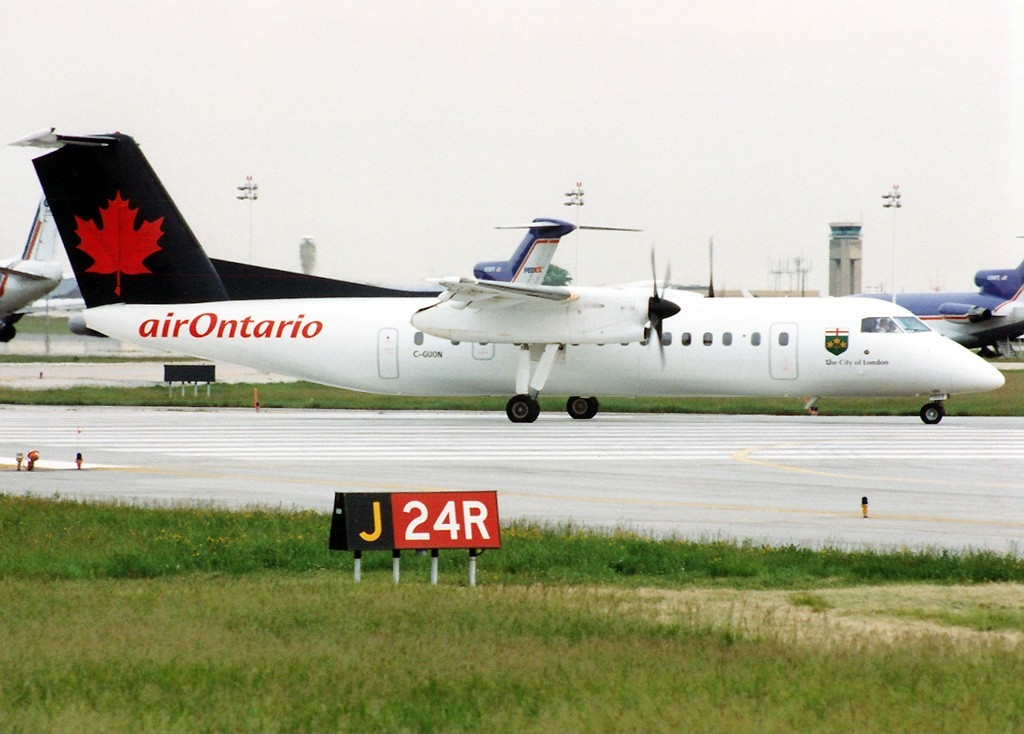
Un De Havilland Canada DHC-8-300 in colori affini ad Air Canada.

- Un De Havilland Canada DHC-8-300 in colori affini ad Air Canada.Il 10 marzo 1989, un Fokker F28-1000 Fellowship operante il volo Air Ontario 1363, si è schiantato dopo essere decollato dall'Aeroporto di Thunder Bay a causa della presenza di ghiaccio e neve sulle ali che non hanno consentito al velivolo di raggiungere una quota sufficiente per sorvolare gli alberi presenti al termine della pista. Dei 65 passeggeri e 4 membri dell'equipaggio solo 24 persone sono rimaste illese mentre l'aeromobile è stato ritirato dal servizio.[5]